# Semnopithecus hypoleucos
El langur gris de pies negros (Semnopithecus hypoleucos) es una especie de primate catarrino de la familia Cercopithecidae. Esta especie, como los otros langures grises, es un folívoro que habita al sudoeste de la India, a lo largo de los Ghats occidentales. Su rango altitudinal oscila entre 100 y 1200 m s. n. m..